# Etymologicum Magnum
Etymologicum Magnum (grško starogrško Ἐτυμολογικὸν Μέγα, Ἐtymologikὸn Mέga, standardna okrajšava EM, v starejših virih Etym. M.) je tradicionalni naslov grškega leksikona, ki ga je okoli leta 1150 v Konstantinoplu zbral neznan leksikograf. 
EM je najobsežnejši bizantinski leksikon, v katerega je vključeno veliko zgodnejših slovničnih, leksikalnih in retoričnih del. Glavna vira leksikona sta bila starejša leksikona Etymologicum Genuinum in  Etymologicum Gudianum. Med druge vire spadajo dela Štefana iz Bizanca, Diogenijanov Epitome, tako imenovani leksikon Haimōdeῖn (Αἱμωδεῖν), Evlogijev Ἀπορίαι καὶ λύσεις (Ἀporίai kaὶ lύseis), Epimerismi ad Psalmos Jurija Heroboska, Etymologicon Oriona iz Bizanca in zbirke sholij (komentarji, razlage). Urednik Etymologicum Magnum ni bil samo prepisovalec, ampak je izvirno gradivo združil, reorganiziral, razširil in prilagodil, s čimer je ustvaril novo lastno delo.
Prvo izdajo Etymologicum Magnum sta leta 1499 v Benetkah natisnila Zaharija Calliergi in Nikolaj Vlastos pod pokroviteljstvom Ane Notaras. Pisavo je po vzoru lastnega rokopisa oblikoval in izrezal Calliergi. Iniciale in vinjete so oblikovane po zgledu na okrasje starih bizantinskih rokopisov. V lesorezne robove so vključene dodelane arabeske, večinoma bele na rdeči podlagi, a tudi bele v zlati podlagi. Calliergijeva in Vlastosova izdaja Etymologicum Magnum je imela velik vpliv na kasneje tiske, zlasti na tiske grških bogoslužnih knjig.
Najnovejša popolna izdaja Etymologicum Magnum  je izdaja Thomasa Gaisforda, tiskana v Oxfordu leta 1848. F. Lasserre in N. Livadaras pripravljata novo izdaja pod naslovom Etymologicum Magnum Auctum.